# Campeonato Mundial de Pádel de 2021
El Campeonato Mundial de Pádel de 2021 fue la 14.ª edición del Campeonato Mundial de Pádel. Fue organizado por la Federación Internacional de Pádel, y se disputó del 15 de noviembre al 20 de noviembre.

## Formato de competición
El formato adoptado para el Mundial de pádel constaba de una fase inicial de 4 grupos, tanto para el torneo masculino como el femenino, en los que cada selección disputaría tres eliminatorias a tres partidos. Las dos mejores selecciones de cada grupo pasarían a cuartos de final, y posteriormente a semifinales y la final.
Cada eliminatoria ganada en la fase de grupos puntuaba 3 puntos, mientras que las derrotas puntuaban 1.

## Torneo masculino

### Fase de grupos

#### Grupo A
| Equipo         | PJ | PG | PP | SG | SP | PTS |
| -------------- | -- | -- | -- | -- | -- | --- |
| España         | 9  | 9  | 0  | 18 | 0  | 9   |
| Chile          | 9  | 5  | 4  | 11 | 8  | 7   |
| Reino Unido    | 9  | 3  | 6  | 7  | 12 | 5   |
| Estados Unidos | 9  | 1  | 8  | 2  | 17 | 3   |

- Resultados

| Fecha | Eliminatoria | Eliminatoria | Eliminatoria   | Resultado |
| ----- | ------------ | ------------ | -------------- | --------- |
| 15.11 | España       | -            | Reino Unido    | 3-0       |
| 15.11 | Chile        | -            | Estados Unidos | 2-1       |
| 16.11 | España       | -            | Chile          | 3-0       |
| 16.11 | Reino Unido  | -            | Estados Unidos | 3-0       |
| 17.11 | Chile        | -            | Reino Unido    | 3-0       |
| 17.11 | España       | -            | Estados Unidos | 3-0       |

#### Grupo B
| Equipo    | PJ | PG | PP | SG | SP | PTS |
| --------- | -- | -- | -- | -- | -- | --- |
| Argentina | 9  | 8  | 1  | 16 | 2  | 9   |
| Uruguay   | 9  | 6  | 3  | 12 | 6  | 7   |
| México    | 9  | 3  | 6  | 6  | 12 | 5   |
| Dinamarca | 9  | 1  | 8  | 2  | 16 | 3   |

- Resultados

| Fecha | Eliminatoria | Eliminatoria | Eliminatoria | Resultado |
| ----- | ------------ | ------------ | ------------ | --------- |
| 15.11 | Uruguay      | -            | Dinamarca    | 3-0       |
| 15.11 | Argentina    | -            | México       | 2-1       |
| 16.11 | Argentina    | -            | Uruguay      | 3-0       |
| 16.11 | México       | -            | Dinamarca    | 2-1       |
| 17.11 | Argentina    | -            | Dinamarca    | 3-0       |
| 17.11 | México       | -            | Uruguay      | 0-3       |

#### Grupo C
| Equipo  | PJ | PG | PP | SG | SP | PTS |
| ------- | -- | -- | -- | -- | -- | --- |
| Brasil  | 9  | 8  | 1  | 17 | 2  | 9   |
| Italia  | 9  | 7  | 2  | 14 | 5  | 7   |
| Bélgica | 9  | 3  | 6  | 6  | 12 | 5   |
| Catar   | 9  | 0  | 9  | 0  | 18 | 3   |

- Resultados

| Fecha | Eliminatoria | Eliminatoria | Eliminatoria | Resultado |
| ----- | ------------ | ------------ | ------------ | --------- |
| 15.11 | Bélgica      | -            | Catar        | 3-0       |
| 15.11 | Italia       | -            | Brasil       | 1-2       |
| 16.11 | Italia       | -            | Catar        | 3-0       |
| 16.11 | Brasil       | -            | Bélgica      | 3-0       |
| 17.11 | Italia       | -            | Bélgica      | 3-0       |
| 17.11 | Brasil       | -            | Catar        | 3-0       |

#### Grupo D
| Equipo   | PJ | PG | PP | SG | SP | PTS |
| -------- | -- | -- | -- | -- | -- | --- |
| Francia  | 9  | 8  | 1  | 17 | 3  | 9   |
| Paraguay | 9  | 7  | 2  | 15 | 6  | 7   |
| Alemania | 9  | 2  | 7  | 6  | 13 | 5   |
| Polonia  | 9  | 1  | 8  | 2  | 17 | 3   |

- Resultados

| Fecha | Eliminatoria | Eliminatoria | Eliminatoria | Resultado |
| ----- | ------------ | ------------ | ------------ | --------- |
| 15.11 | Paraguay     | -            | Polonia      | 3-0       |
| 15.11 | Francia      | -            | Alemania     | 3-0       |
| 16.11 | Francia      | -            | Paraguay     | 2-1       |
| 16.11 | Alemania     | -            | Polonia      | 2-1       |
| 17.11 | Francia      | -            | Polonia      | 3-0       |
| 17.11 | Paraguay     | -            | Alemania     | 3-0       |

### Fase final
|  | Cuartos de final | Cuartos de final |                 |   | Semifinales | Semifinales |  |  | Final | Final |
|  |                  |                  |                 |   |             |             |  |  |       |       |
|  | 18 de noviembre  |                  |                 |   |             |             |  |  |       |       |
|  |                  |                  |                 |   |             |             |  |  |       |       |
|  | Argentina        | 3                |                 |   |             |             |  |  |       |       |
|  | Argentina        | 3                | 19 de noviembre |   |             |             |  |  |       |       |
|  | Paraguay         | 0                |                 |   |             |             |  |  |       |       |
|  | Paraguay         | 0                | Argentina       | 3 |             |             |  |  |       |       |
|  | 18 de noviembre  |                  | Argentina       | 3 |             |             |  |  |       |       |
|  |                  | Brasil           | 0               |   |             |             |  |  |       |       |
|  | Brasil           | Brasil           | 0               | 3 |             |             |  |  |       |       |
|  | Brasil           |                  | 20 de noviembre | 3 |             |             |  |  |       |       |
|  | Chile            | 0                |                 |   |             |             |  |  |       |       |
|  | Chile            | 0                | Argentina       | 0 |             |             |  |  |       |       |
|  | 18 de noviembre  |                  | Argentina       | 0 |             |             |  |  |       |       |
|  |                  | España           | 2               |   |             |             |  |  |       |       |
|  | España           | España           | 2               | 3 |             |             |  |  |       |       |
|  | España           | 19 de noviembre  |                 | 3 |             |             |  |  |       |       |
|  | Italia           | 0                |                 |   |             |             |  |  |       |       |
|  | Italia           | 0                | España          | 3 |             |             |  |  |       |       |
|  | 18 de noviembre  |                  | España          | 3 |             |             |  |  |       |       |
|  |                  | Francia          | 0               |   | 3º Puesto   | 3º Puesto   |  |  |       |       |
|  | Francia          | Francia          | 0               | 2 | 3º Puesto   | 3º Puesto   |  |  |       |       |
|  | Francia          |                  | 20 de noviembre | 2 |             |             |  |  |       |       |
|  | Uruguay          | 1                |                 |   |             |             |  |  |       |       |
|  | Uruguay          | 1                | Brasil          | 3 |             |             |  |  |       |       |
|  |                  |                  |                 |   |             |             |  |  |       |       |
|  | Francia          | 0                |                 |   |             |             |  |  |       |       |
|  | Francia          | 0                |                 |   |             |             |  |  |       |       |

#### Cuartos de final
- Resultados

| Fecha | Eliminatoria | Eliminatoria | Eliminatoria | Resultado |
| ----- | ------------ | ------------ | ------------ | --------- |
| 18.11 | Argentina    | -            | Paraguay     | 3-0       |
| 18.11 | España       | -            | Italia       | 3-0       |
| 18.11 | Francia      | -            | Uruguay      | 2-1       |
| 18.11 | Brasil       | -            | Chile        | 3-0       |

#### Semifinales
- Resultados

| Fecha | Eliminatoria | Eliminatoria | Eliminatoria | Resultado |
| ----- | ------------ | ------------ | ------------ | --------- |
| 19.11 | Argentina    | -            | Brasil       | 3-0       |
| 19.11 | España       | -            | Francia      | 3-0       |

#### Final
| | Bandera de Argentina | Argentina                              | 0      | 2 | España | Bandera de España |
| --- | -------------------- | -------------------------------------- | ------ | - | ------ | ----------------- |
| Khalifa International Tennis and Squash Complex 20 de noviembre de 2021 |                      |                                        |        |   |        |                   |
| \| 1 \| \| Sanyo Gutiérrez / Agustín Tapia \| 1 \| 5 \| \| \| 1 \| \| Alejandro Galán / Arturo Coello \| 6 \| 7 \| \| \| 2 \| \| Fernando Belasteguín / Martín Di Nenno \| 2 \| 6 \| 5 \| \| 2 \| \| Paquito Navarro / Juan Lebrón \| 6 \| 3 \| 7 \| \| 3 \| \| Juan Tello / Federico Chingotto \| No \| \| \| \| 3 \| \| Jorge Nieto / Álex Ruiz \| jugado \| \| \| |                      |                                        |        |   |        |                   |
| 1 | Bandera de Argentina | Sanyo Gutiérrez / Agustín Tapia        | 1      | 5 |        |                   |
| 1 | Bandera de España    | Alejandro Galán / Arturo Coello        | 6      | 7 |        |                   |
| 2 | Bandera de Argentina | Fernando Belasteguín / Martín Di Nenno | 2      | 6 | 5      |                   |
| 2 | Bandera de España    | Paquito Navarro / Juan Lebrón          | 6      | 3 | 7      |                   |
| 3 | Bandera de Argentina | Juan Tello / Federico Chingotto        | No     |   |        |                   |
| 3 | Bandera de España    | Jorge Nieto / Álex Ruiz                | jugado |   |        |                   |

| Bandera de España        |
| Campeón España 4º título |

## Torneo femenino

### Fase de grupos

#### Grupo A
| Equipo   | PJ | PG | PP | SG | SP | PTS |
| -------- | -- | -- | -- | -- | -- | --- |
| España   | 9  | 9  | 0  | 18 | 0  | 9   |
| Brasil   | 9  | 6  | 3  | 12 | 6  | 7   |
| Paraguay | 9  | 2  | 7  | 4  | 14 | 5   |
| Japón    | 9  | 1  | 8  | 2  | 14 | 3   |

- Resultados

| Fecha | Eliminatoria | Eliminatoria | Eliminatoria | Resultado |
| ----- | ------------ | ------------ | ------------ | --------- |
| 15.11 | España       | -            | Paraguay     | 3-0       |
| 15.11 | Brasil       | -            | Japón        | 3-0       |
| 16.11 | España       | -            | Brasil       | 3-0       |
| 16.11 | Paraguay     | -            | Japón        | 2-1       |
| 17.11 | Brasil       | -            | Paraguay     | 3-0       |
| 17.11 | España       | -            | Japón        | 3-0       |

#### Grupo B
| Equipo      | PJ | PG | PP | SG | SP | PTS |
| ----------- | -- | -- | -- | -- | -- | --- |
| Argentina   | 9  | 9  | 0  | 18 | 0  | 9   |
| México      | 9  | 4  | 5  | 8  | 10 | 7   |
| Uruguay     | 9  | 3  | 6  | 6  | 13 | 5   |
| Reino Unido | 9  | 2  | 7  | 3  | 14 | 3   |

- Resultados

| Fecha | Eliminatoria | Eliminatoria | Eliminatoria | Resultado |
| ----- | ------------ | ------------ | ------------ | --------- |
| 15.11 | Argentina    | -            | Uruguay      | 3-0       |
| 15.11 | México       | -            | Reino Unido  | 2-1       |
| 16.11 | Argentina    | -            | México       | 3-0       |
| 16.11 | Uruguay      | -            | Reino Unido  | 2-1       |
| 17.11 | Argentina    | -            | Reino Unido  | 3-0       |
| 17.11 | México       | -            | Uruguay      | 2-1       |

#### Grupo C
| Equipo       | PJ | PG | PP | SG | SP | PTS |
| ------------ | -- | -- | -- | -- | -- | --- |
| Italia       | 9  | 9  | 0  | 18 | 0  | 9   |
| Bélgica      | 9  | 6  | 3  | 12 | 6  | 7   |
| Países Bajos | 9  | 3  | 6  | 6  | 12 | 5   |
| Dinamarca    | 9  | 0  | 9  | 0  | 18 | 3   |

- Resultados

| Fecha | Eliminatoria | Eliminatoria | Eliminatoria | Resultado |
| ----- | ------------ | ------------ | ------------ | --------- |
| 15.11 | Italia       | -            | Bélgica      | 3-0       |
| 15.11 | Países Bajos | -            | Dinamarca    | 3-0       |
| 16.11 | Italia       | -            | Países Bajos | 3-0       |
| 16.11 | Bélgica      | -            | Dinamarca    | 3-0       |
| 17.11 | Países Bajos | -            | Bélgica'     | 0-3       |
| 17.11 | Italia       | -            | Dinamarca    | 3-0       |

#### Grupo D
| Equipo         | PJ | PG | PP | SG | SP | PTS |
| -------------- | -- | -- | -- | -- | -- | --- |
| Francia        | 9  | 9  | 0  | 18 | 0  | 9   |
| Alemania       | 9  | 4  | 5  | 9  | 10 | 7   |
| Estados Unidos | 9  | 4  | 5  | 5  | 12 | 5   |
| Chile          | 9  | 1  | 8  | 7  | 17 | 3   |

- Resultados

| Fecha | Eliminatoria   | Eliminatoria | Eliminatoria   | Resultado |
| ----- | -------------- | ------------ | -------------- | --------- |
| 15.11 | Francia        | -            | Estados Unidos | 3-0       |
| 15.11 | Chile          | -            | Alemania       | 1-2       |
| 16.11 | Francia        | -            | Chile          | 3-0       |
| 16.11 | Estados Unidos | -            | Alemania       | 1-2       |
| 17.11 | Francia        | -            | Alemania       | 3-0       |
| 17.11 | Chile          | -            | Estados Unidos | 0-3       |

### Fase final
|  | Cuartos de final | Cuartos de final |                 |   | Semifinales | Semifinales |  |  | Final | Final |
|  |                  |                  |                 |   |             |             |  |  |       |       |
|  | 18 de noviembre  |                  |                 |   |             |             |  |  |       |       |
|  |                  |                  |                 |   |             |             |  |  |       |       |
|  | Argentina        | 3                |                 |   |             |             |  |  |       |       |
|  | Argentina        | 3                | 19 de noviembre |   |             |             |  |  |       |       |
|  | Alemania         | 0                |                 |   |             |             |  |  |       |       |
|  | Alemania         | 0                | Argentina       | 3 |             |             |  |  |       |       |
|  | 18 de noviembre  |                  | Argentina       | 3 |             |             |  |  |       |       |
|  |                  | Italia           | 0               |   |             |             |  |  |       |       |
|  | Italia           | Italia           | 0               | 2 |             |             |  |  |       |       |
|  | Italia           |                  | 20 de noviembre | 2 |             |             |  |  |       |       |
|  | Brasil           | 1                |                 |   |             |             |  |  |       |       |
|  | Brasil           | 1                | Argentina       | 0 |             |             |  |  |       |       |
|  | 18 de noviembre  |                  | Argentina       | 0 |             |             |  |  |       |       |
|  |                  | España           | 2               |   |             |             |  |  |       |       |
|  | España           | España           | 2               | 3 |             |             |  |  |       |       |
|  | España           | 19 de noviembre  |                 | 3 |             |             |  |  |       |       |
|  | Bélgica          | 0                |                 |   |             |             |  |  |       |       |
|  | Bélgica          | 0                | España          | 3 |             |             |  |  |       |       |
|  | 18 de noviembre  |                  | España          | 3 |             |             |  |  |       |       |
|  |                  | Francia          | 0               |   | 3º Puesto   | 3º Puesto   |  |  |       |       |
|  | Francia          | Francia          | 0               | 3 | 3º Puesto   | 3º Puesto   |  |  |       |       |
|  | Francia          |                  | 20 de noviembre | 3 |             |             |  |  |       |       |
|  | México           | 0                |                 |   |             |             |  |  |       |       |
|  | México           | 0                | Italia          | 2 |             |             |  |  |       |       |
|  |                  |                  |                 |   |             |             |  |  |       |       |
|  | Francia          | 1                |                 |   |             |             |  |  |       |       |
|  | Francia          | 1                |                 |   |             |             |  |  |       |       |

#### Cuartos de final
- Resultados

| Fecha | Eliminatoria | Eliminatoria | Eliminatoria | Resultado |
| ----- | ------------ | ------------ | ------------ | --------- |
| 18.11 | Argentina    | -            | Alemania     | 3-0       |
| 18.11 | Italia       | -            | Brasil       | 2-1       |
| 18.11 | España       | -            | Bélgica      | 3-0       |
| 18.11 | Francia      | -            | México       | 3-0       |

#### Semifinales
- Resultados

| Fecha | Eliminatoria | Eliminatoria | Eliminatoria | Resultado |
| ----- | ------------ | ------------ | ------------ | --------- |
| 18.11 | Argentina    | -            | Italia       | 3-0       |
| 18.11 | España       | -            | Francia      | 3-0       |

#### Final
| | Bandera de Argentina | Argentina                                 | 0      | 2 | España | Bandera de España |
| --- | -------------------- | ----------------------------------------- | ------ | - | ------ | ----------------- |
| Khalifa International Tennis and Squash Complex 20 de noviembre de 2021 |                      |                                           |        |   |        |                   |
| \| 1 \| \| Claudia Jensen / Silvana Campus \| 2 \| 0 \| \| \| 1 \| \| Gemma Triay / Alejandra Salazar \| 6 \| 6 \| \| \| 2 \| \| Aranzazu Osoro / Delfina Brea \| 6 \| 6 \| 4 \| \| 2 \| \| Paula Josemaría / Ariana Sánchez \| 7 \| 2 \| 6 \| \| 3 \| \| María Virginia Riera / Julieta Bidahorria \| No \| \| \| \| 3 \| \| Marta Ortega / Patricia Llaguno \| jugado \| \| \| |                      |                                           |        |   |        |                   |
| 1 | Bandera de Argentina | Claudia Jensen / Silvana Campus           | 2      | 0 |        |                   |
| 1 | Bandera de España    | Gemma Triay / Alejandra Salazar           | 6      | 6 |        |                   |
| 2 | Bandera de Argentina | Aranzazu Osoro / Delfina Brea             | 6      | 6 | 4      |                   |
| 2 | Bandera de España    | Paula Josemaría / Ariana Sánchez          | 7      | 2 | 6      |                   |
| 3 | Bandera de Argentina | María Virginia Riera / Julieta Bidahorria | No     |   |        |                   |
| 3 | Bandera de España    | Marta Ortega / Patricia Llaguno           | jugado |   |        |                   |

| Bandera de España        |
| Campeón España 7º título |